# Samuel Guichenon
Samuel Guichenon, né le 18 août 1607 à Mâcon et mort le 8 septembre 1664, est un avocat, historien et généalogiste français. Il est fait chevalier du Saint-Empire, comte palatin (1651).

## Biographie
Samuel Guichenon, né le 18 août 1607, est le fils cadet de Grégoire Guichenon et de Claudine Chaussat, une famille calviniste originaire de Châtillon-les-Dombes,. Son père était chirurgien à Bourg-en-Bresse et sa mère était fille d'un riche marchand de Bourg-en-Bresse,, mais ils s'étaient installés à Mâcon pour se rapprocher de la communauté protestante de Pont-de-Veyle.
Il vit une adolescence mouvementée étant « d'humeur prodigue et de cœur tendre » et poursuit des études de droit à Annonay en Ardèche puis passe son doctorat à Lyon.
Sous influence d'un vénérable ecclésiastique de Bourg-en-Bresse, à la suite d'un voyage en Italie et d'un rêve qu'il fait de saint François d'Assise, Samuel abjure le calvinisme et se convertit au catholicisme en 1630. Il commence des études juridiques et devient avocat à Bourg-en-Bresse.
Il aura trois épouses : Isabeau Huret ; Anne Polliat, la fille du châtelain de Bourg, et le nom de la troisième reste inconnue. Cette dernière semble une riche veuve, qui lui apporte des moyens de subsistance suffisants qui lui permettent de se consacrer entièrement aux recherches historiques qui sont sa seule passion.
En 1650, il publie son Histoire de la Bresse et du Bugey mais il refuse de rédiger l'« Histoire de la Dombes » dans le sens que lui demandait Vaugelas car cela impliquait de justifier l'annexion de cette province par la France en apportant certain biais à l'Histoire. Toujours en 1650, il est nommé historiographe dynastique de la maison de Savoie sous la régence de la duchesse de Savoie, Christine de France et pour entreprendre l'histoire des États de Savoie, il se rend à Turin. En 1651, il est élevé à la dignité de comte palatin par l’empereur Ferdinand III.
Historien honnête, il expose en toute bonne foi les droits héréditaires de la maison de Savoie sur plusieurs territoires passés en d'autres possessions, comme Genève et Chypre, ce qui indispose la Cour de Savoie et lui attire des ennuis, d'autant plus que sur d'autres points il n'est pas d'accord avec les travaux des chroniqueurs traditionnels. Il éclaircit certains points obscurs de l'histoire de la maison de Savoie et dévoile certains secrets bien gardés, ce qui engendre de nombreuses polémiques avec les autres historiens. Finalement sous la pression, il reconnaît le bien-fondé de l'origine saxonne de la maison de Savoie afin de préserver son lien organique avec l'empereur germanique, et entérine la politique d'expansion régionale vers l'Italie, du duc, qui abandonne définitivement ses droits et prétentions sur les terres de l'Ouest, désormais trop difficiles à acquérir ou à conserver, du fait de la pression de la France.
En 1658 le roi Louis XIV l’anoblit et le nomme historiographe de France. Son ouvrage Histoire généalogique de la royale maison de Savoie est publié à Lyon en 1660 et il est présenté à Christine de France, mère du duc Charles-Emmanuel II. Cet ouvrage marque le début d'une nouvelle ère historique, où la recherche est désormais fondée sur l'authenticité des informations et la rationalité des études. Il est décoré de la croix de Saint-Maurice. Son dernier ouvrage, jamais publié, est le panégyrique consacré à Christine de France Le Soleil en son apogée, rédigé dans les derniers mois de sa vie.
Sa notoriété devient très importante jusqu'à la fin du XVIIIe siècle.
Samuel Guichenon meurt le 8 septembre 1664, à Bourg. Son corps est enterré dans l'église des Jacobins.

### Sources
- Ferdinand Hoefer, Nouvelle biographie générale depuis les temps les plus reculés jusqu’à nos jours, avec les renseignements bibliographiques et l’indication des sources à consulter, Paris, Firmin-Didot frères, 1853-70. 46 volumes, p. 537 (Fiche sur Google Book)
- E. Haag, La France Protestante, ou Vies des protestants français qui se sont fait un nom dans l’histoire, Paris, Joùel Cherbuliez, 1846-1858